# Kolednik
Kolednik je priimek v Sloveniji, ki ga je po podatkih Statističnega urada Republike Slovenije na dan 1. januarja 2010 uporabljalo 347 oseb.

## Znani nosilci priimka
- Ferdinand Kolednik (1907—1981), duhovnik in prevajalec
- Kati Kolednik-Zupančič, prevajalka